# Hartha (Schmölln)
Hartha ist ein Ortsteil von Schmölln im Landkreis Altenburger Land in Thüringen.

## Lage
Hartha liegt südwestlich von Lumpzig und auch westlich von Altenburg im Altenburger-Zeitzer-Lösshügelland, einem Teilstück der Leipziger Tieflandbucht. Die Landesstraße 1362 verbindet den Ortsteil verkehrsmäßig. Westlich des Orts befindet sich die Kreisgrenze zum thüringischen Landkreis Greiz und zum Burgenlandkreis im Land Sachsen-Anhalt. Dort ist auch der südlichste Punkt von Sachsen-Anhalt.

## Geschichte
Im Jahr 1336 wurde Hartha erstmals urkundlich erwähnt. Der Ort gehörte zum wettinischen Amt Altenburg, welches ab dem 16. Jahrhundert aufgrund mehrerer Teilungen im Lauf seines Bestehens unter der Hoheit folgender Ernestinischer Herzogtümer stand: Herzogtum Sachsen (1554 bis 1572), Herzogtum Sachsen-Weimar (1572 bis 1603), Herzogtum Sachsen-Altenburg (1603 bis 1672), Herzogtum Sachsen-Gotha-Altenburg (1672 bis 1826). Bei der Neuordnung der Ernestinischen Herzogtümer im Jahr 1826 kam der Ort wiederum zum Herzogtum Sachsen-Altenburg.
Nach der Verwaltungsreform im Herzogtum gehörte Hartha bezüglich der Verwaltung zum Ostkreis (bis 1900) bzw. zum Landratsamt Ronneburg (ab 1900). Das Dorf gehörte ab 1918 zum Freistaat Sachsen-Altenburg, der 1920 im Land Thüringen aufging. 1922 kam es zum Landkreis Altenburg.
Am 1. Juli 1950 wurde Hartha nach Lumpzig eingemeindet. Bei der zweiten Kreisreform in der DDR wurden 1952 die bestehenden Länder aufgelöst und die Landkreise neu zugeschnitten. Somit kam Hartha als Ortsteil der Gemeinde Lumpzig mit dem Kreis Schmölln an den Bezirk Leipzig; jener gehörte seit 1990 als Landkreis Schmölln zu Thüringen und ging bei der thüringischen Kreisreform 1994 im Landkreis Altenburger Land auf. 100 Einwohner lebten 2012 im Ortsteil. Am 1. Januar 2019 wurde die Gemeinde Lumpzig aufgelöst und Hartha ein Ortsteil der Stadt Schmölln.

## Sehenswürdigkeiten
Etwas abseits des Ortes in Richtung Dobra/Wildenbörten befindet sich die letzte Bockwindmühle des Altenburger Landes. Häufig als Lumpziger Bockwindmühle bezeichnet steht sie auf Harthaer Gemarkung. Sie wurde 1732 erbaut und wird häufig als älteste Bockwindmühle Thüringens bezeichnet, allerdings existiert im Thüringer Freilichtmuseum in Hohenfelden im Weimarer Land eine aus Großmehlra bei Mühlhausen/Thüringen stammende Bockwindmühle aus dem Jahr 1729.

## Gewerbe
Im Ort gibt es eine Käserei, die den regiontypischen Altenburger Ziegenkäse herstellt.

## Verkehr
Durch die Ortslage Hartha verläuft die Bahnstrecke Meuselwitz–Ronneburg, auf der zwischen 1887 und 1972 Personenverkehr durchgeführt wurde. Die auf Harthaer Flur liegende Bahnstation trug bis 1953 den Namen Großbraunshain, danach bis zur Stilllegung im Jahr 1972 den Namen Lumpzig. Seit 1974 wird der erhalten gebliebene Streckenteil nur noch im Güterverkehr bedient.
Die günstige Verkehrsverbindung von Hartha an der Landesstraße 1362 wurde zur Belastung der Bürger. Deshalb wurde eine Ortsumgehung gebaut.